# Aeropuerto de Prineville
El aeropuerto de Prineville es un aeropuerto de uso público ubicado a 6 kilómetros al suroeste del distrito financiero de Prineville, en el condado de Crook, Oregón, Estados Unidos. Según el Plan Nacional de Sistemas Aeroporturios Integrales 2009-2013 de la FAA, está clasificado como un aeropuerto de aviación general.

## Instalaciones y aeronaves
El aeropuerto de Prineville se encuentra construido en un terreno de 380 hectáreas (940 acres) a una altitud de 991 metros sobre el nivel medio del mar. Tiene dos pistas asfaltadas: La principal de 1,753 metros de largo por 23 metros de ancho y la secundaria de 1,229 metros de largo por 12 metros de ancho.
En el año 2013, el aeropuerto tuvo 45,672 operaciones aéreas, un promedio de 125 por día: 96% de aviación general, 3% de taxi aéreo y 1% militar. En ese momento había 114 aviones basados en este aeropuerto, de los cuales 90 eran monomotores, 6 multimotores, 2 jets, 1 helicóptero y 15 ultraligeros.

## Galería de fotos

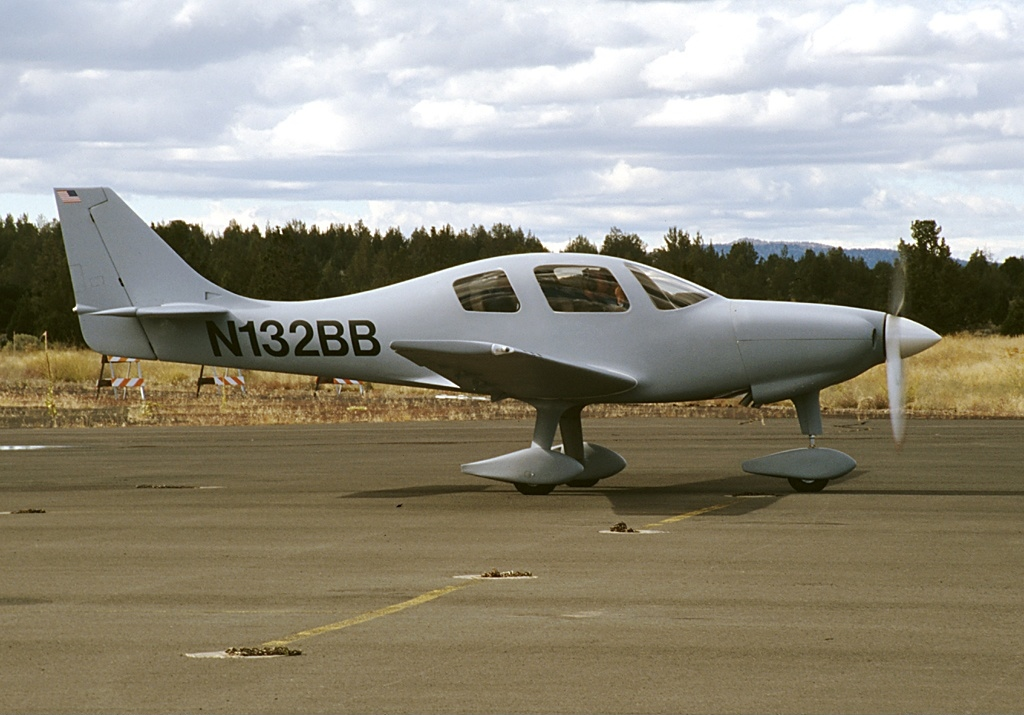
Lancair Super ES (N132BB) en el Aeropuerto de Prineville
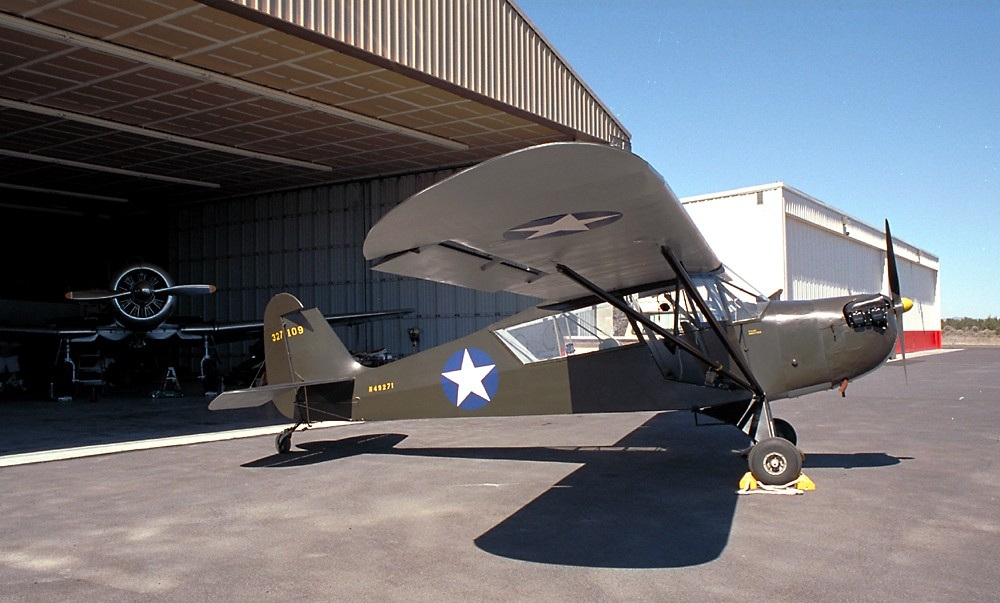
Aeronca O-58B Defender (N49271) en Prineville.
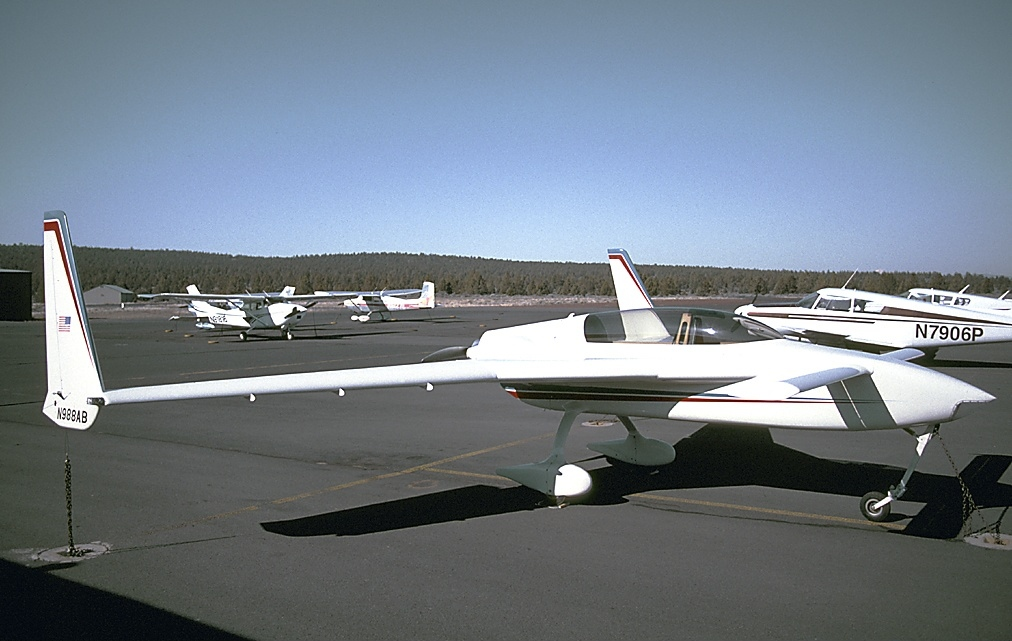
Rutan 61 Long-EZ (N988AB) en PRZ.
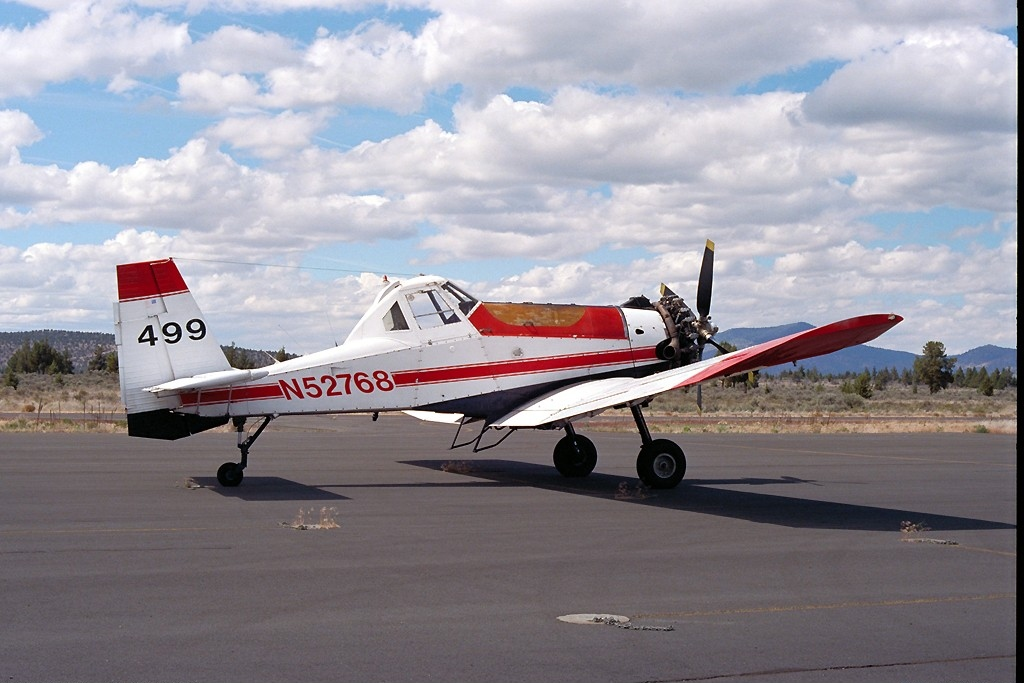
PZL-Mielec M-18 Dromader (N52768) en PRZ.
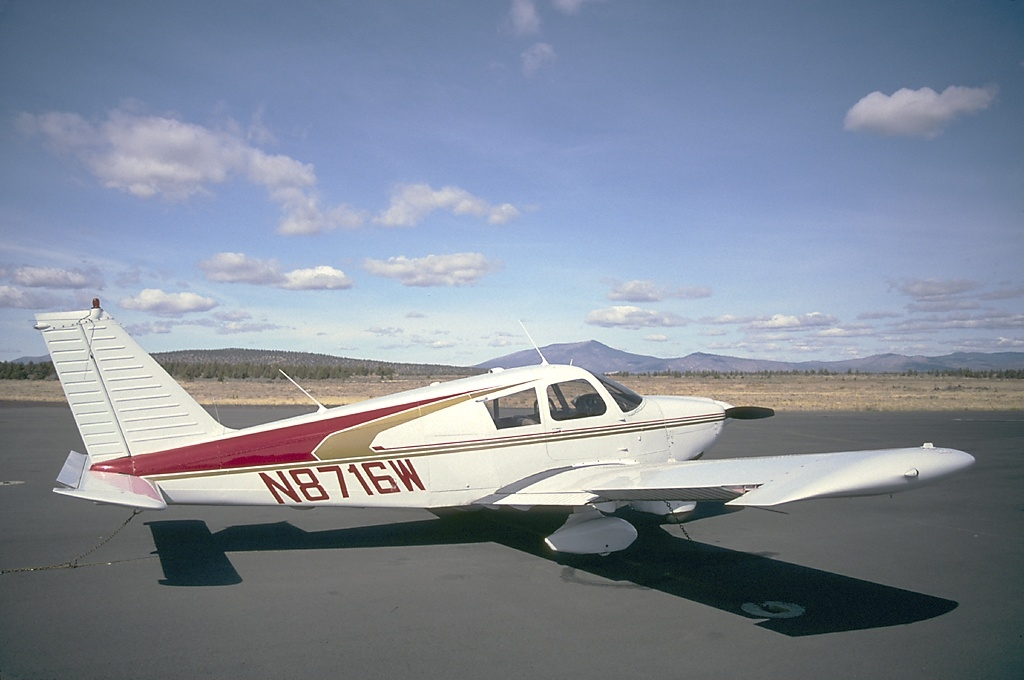
Piper PA-28-235 Cherokee (N8716W) en PRZ.
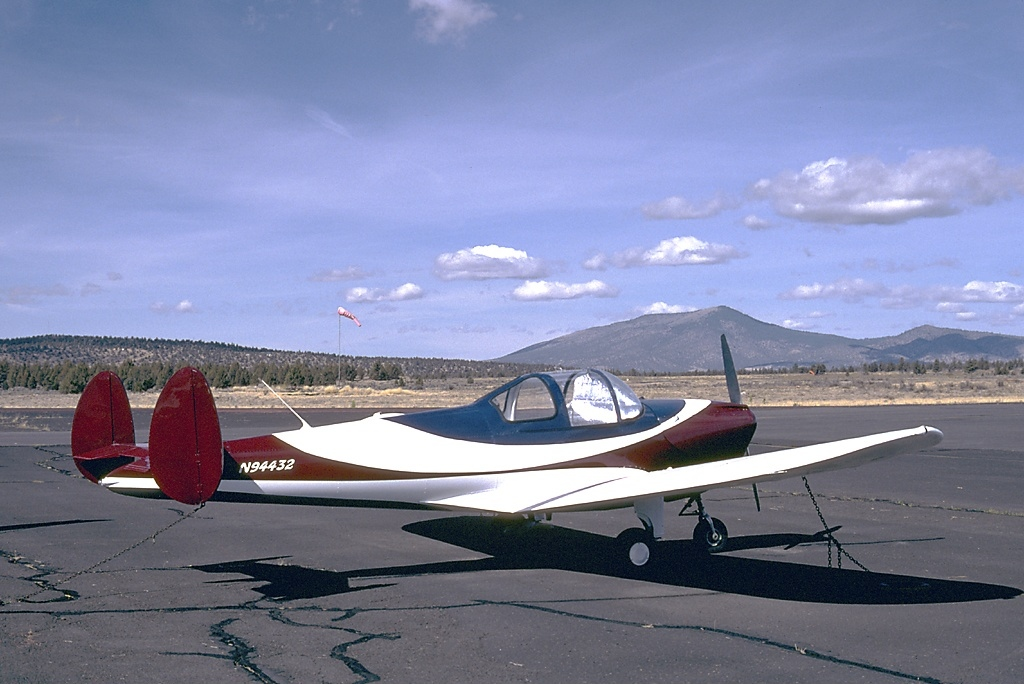
ERCO 415G Ercoupe (N94432) en PRZ.
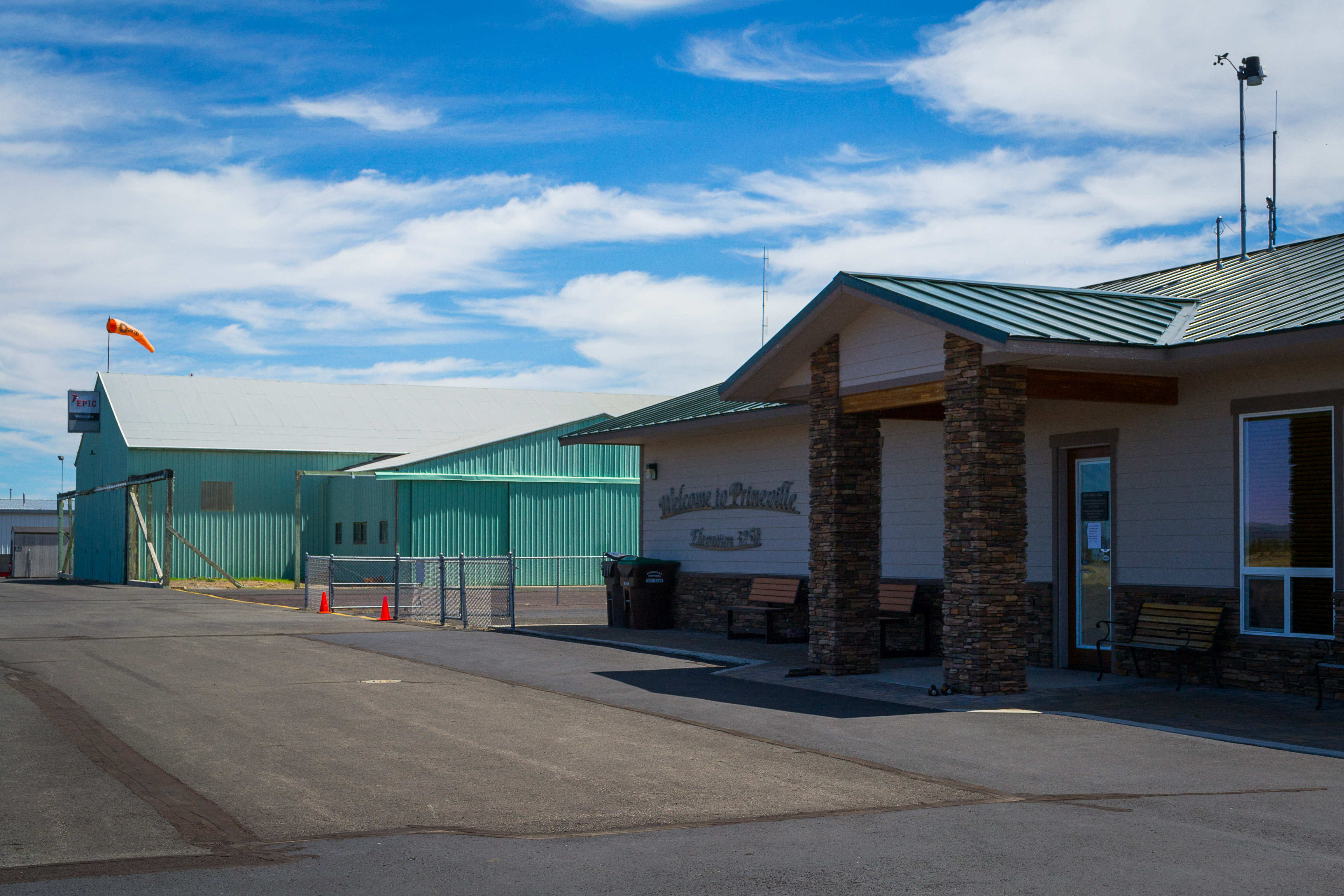
Instalaciones en PRZ.